# Кемпе, Фолькер
Фолькер Кемпе (род. 1 июля 1939, Берлин) — немецкий физик, изобретатель, доктор наук, профессор. Академик АН ГДР (1986; член-корреспондент 1984). Герой труда ГДР (1987). Лауреат двух Национальных премий ГДР.

## Биография
Фолькер Кемпе родился 1 июля 1939 года в ГДР. С 1957 по 1963 год изучал энергетику, физику и общественные науки в Московском энергетическом институте, получил «красный диплом». В 1968 году, защитив диссертацию в Дрезденском технологическом университете, получил ученую степень доктора наук; в 1976 году получил учёную степень доктора наук (Dr.sc.nat.) за работу по теории стохастических систем; с 1978 года — профессор информации и теории управления Академия наук ГДР.
В 1984 году был избран членом-корреспондентом Академии наук ГДР, а в 1986 году избран действительным членом Академии. В 1988 году стал действительным членом Международной Академии Астронавтики.
Действительный член Международной Академии Астронавтики.

## Карьера
Фолькер Кемпе с 1977 по 1990 год возглавлял Институт кибернетики и информационных процессов Академии наук ГДР, в котором работало более 600 сотрудников. Перейдя в область микроэлектроники, он возглавил конструкторский отдел компании Ams AG, занимающей выпуском радиоэлектронных изделий. В 2003 году вместе с сотрудниками Hubertus Christ, Herbert Gartner и Jürgen Tittel стал соучредителем австрийской полупроводниковой компании SensorDynamics, ориентированной на изготовление датчиков для автомобильной промышленности, был вице-президентом компании по развитию. В 2011 году эта компания была продана за 164 миллиона долларов американской компании Maxim Integrated.

## Научные труды
Фолькер Кемпе имеет более 20 патентов на изобретения, является автором около 100 научных статей, включая четырёх монографий. Был редактором четырёх научных журналов и книжных серий. Его работам дважды присуждали Национальные премии ГДР (премия за выдающиеся работы в области науки и техники).

## Награды и премии
- Национальная премия ГДР первого класса по науке и технике (1976).
- Национальная премия ГДР в области науки и техники.
- Герой труда (1987).